# Kim Hong-joong
Kim Hong-joong (kor. 김홍중, ur. 7 listopada 1998) – południowokoreański wokalista, raper, kompozytor oraz lider boysbandu Ateez.

## Historia

### Dzieciństwo i młodość
Urodził się w Anyang, w Gyeonggi-do w 1998 roku. Uczęszczał do SIMS Academy (순천향의생명연구원) w Korei Południowej.

### Kariera
W 2017 roku został uczestnikiem reality show MIXNINE stworzonym przez stację telewizyjną JTBC. Został wyeliminowany w 10 odcinku po zajęciu 42 miejsca. W 2018 roku zaczął działać z zespołem Ateez. 24 października tego samego roku Hongjoong zadebiutował jako lider pierwszego boysbandu KQ Entertainment, wydając album Treasure EP.1: All To Zero. Skomponował dla grupy ponad 40 utworów muzycznych.

## Filmografia
Programy telewizyjne
- MIXNINE (2017–2018)